# موربي
موربي أو مورفي هي مدينة هندية في منطقة موربي في ولاية غوجارات. بلغ عدد سكان المدينة 194،947 حسب تعداد سنة 2011. تقع مدينة موربي في شبه جزيرة كاثياوار على نهر ماتشو الذي يبعد 35 كـم (22 ميل) من البحر و60 كـم (37 ميل) من مدينة راجكوت.

## انهيار جسر معلق 2022
في 30 أكتوبر 2022 انهار جسر معلق في المدينة والذي يقطع نهر ماتشو. توفي ما لا يقل عن 60 شخصًا بسبب تواجد المئات على الجسر لحظة الانهيار. وجاء الحادث بعد أربعة أيام فقط من إعادة فتح الجسر عقب عمليات ترميم.